# 安東尼·杜爾
安東尼·杜爾（Anthony Doerr，1973年10月27日—），美國小說家和短篇故事作家，2015年憑藉《我们看不到的所有光明》獲得普利茲小說獎。

## 早年生活與教育
杜爾於1973年10月27日出生於俄亥俄州克利夫蘭，並在拉塞爾鎮區長大。他之後到附近的大學學院就讀，在1991年畢業。多爾隨後遠走到緬因州布朗斯維克的鲍登学院主修歷史，讀至1995年後獲得文學士學位，他之後回到俄亥俄州，在鮑林格林的鮑林格林州立大學攻讀藝術創作碩士。

## 作家生涯
杜爾第一本出版的書籍是2002年的短篇故事集《拾貝人》（The Shell Collector），其中的許多故事都取材於他曾工作或生活過的新西蘭和非洲。他之後又在2010年寫了一本名叫《記憶牆》（Memory Wall）的短篇故事集。其第一本小說為2004年的《關於恩典》（About Grace），三年後杜爾則發行了名叫《羅馬四季》（Four Seasons in Rome）的回憶錄。
杜爾的第二本小說《我们看不到的所有光明》把故事舞台設在二戰時期的法國，講述法國女孩瑪麗-蘿兒（Marie-Laure）和德國男童韋納（Werner）故事。其於2014年發行，隨即獲得廣大的好評，並入圍美國國家圖書獎最佳小說類獎。作品為《紐約時報》的暢銷書之一，亦被該報評為2014年值得留意的書籍。2015年，《我们看不到的所有光明》為杜爾赢得當屆的普利茲小說獎，同時也使其取得戴頓文學和平獎小說類獎的亞軍和俄亥俄州圖書獎（Ohioana Book Award）。
在2007年到2010年，杜爾都是愛達荷州的駐地作家。

## 個人生活
杜爾已經結婚，並育有一對雙胞胎兒子，一家四口現在居住於愛達荷州的波夕。

## 作品

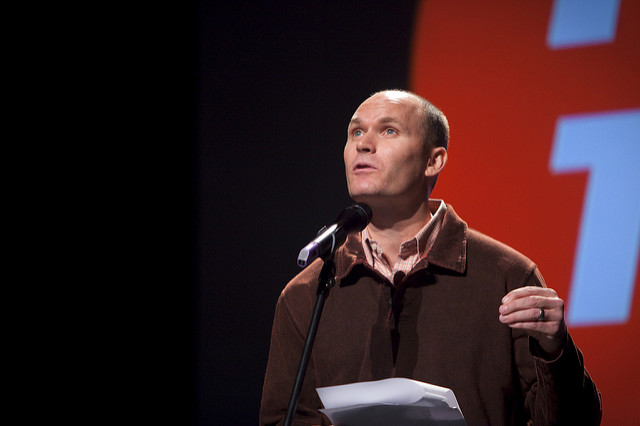
2009年的杜爾

### 小說
- 《關於恩典》（About Grace），ISBN 978-0-7432-6182-1
- 《我们看不到的所有光明》（All the Light We Cannot See，2014），ISBN 1476746583

### 短篇故事集
- 《拾貝人》（The Shell Collector，2002），ISBN 1439190054
- 《記憶牆》（Memory Wall，2010），ISBN 978-1-4391-8280-2

### 回憶錄
- 《羅馬四季》（Four Seasons in Rome: On Twins, Insomnia and the Biggest Funeral in the History of the World，2007），ISBN 978-1-4165-4001-4

## 獎項
- 伯恩斯與諾布爾發現獎（Barnes & Noble Discover Prize，《拾貝人》）
- 美國藝術暨文學學會和羅馬美國學院的羅馬獎（英语：Rome Prize）
- 2003：纽约公共图书馆的小獅小說獎（Young Lions Fiction Award，《拾貝人》）
- 2005，2011：俄亥俄州圖書獎（Ohioana Book Award，《拾貝人》和《記憶牆》）
- 2010：古根漢獎學金（英语：Guggenheim Fellowship）
- 2011：故事獎（英语：The Story Prize）（《記憶牆》）
- 2011：星期日泰晤士報EFG私人銀行短篇小說獎（英语：Sunday Times EFG Private Bank Short Story Award）[14][15]
- 2014：美國國家圖書獎最佳小說類獎（入圍）
- 2015：普利茲小說獎（《我们看不到的所有光明》）

## 外部連結
- Official website （页面存档备份，存于）
- Video: The Story Prize reading with Yiyun Li and Suzanne Rivecca. March 2, 2011.
- Best Selling Books by Anthony Doerr from Local Library （页面存档备份，存于）